# Yaakov Ben Yezri
Yaakov Ben-Yezri (hébreu : יעקב בן-יזרי), né à Fès au Maroc le 1er octobre 1927 et mort à Kfar Saba en Israël le 17 février 2018, est un homme politique israélien, député Gil à la Knesset.

## Biographie
Yaakov Ben Yezri est le président de plusieurs organisations liées à la santé. Il est l'un des plus grands experts israéliens concernant les problématiques de santé.
Il a été élu à la 17e Knesset en 2006 et du 4 mai 2006 à 2009, il est le ministre de la Santé.